# Tamarite de Litera
 (septembre 2020).
Si vous disposez d'ouvrages ou d'articles de référence ou si vous connaissez des sites web de qualité traitant du thème abordé ici, merci de compléter l'article en donnant les références utiles à sa vérifiabilité et en les liant à la section « Notes et références ».
Tamarite de Litera (Tamarit de Llitera en catalan, Tamarit de Litera en aragonais) est une commune espagnole située dans la communauté autonome d'Aragon, province de Huesca. Elle est la capitale historique et culturelle de la comarque de la Litera. Elle fait partie de la « Frange d'Aragon », c'est-à-dire la partie de l'Aragon dont les habitants parlent majoritairement catalan.

## Géographie

### Géographie physique
L'altitude moyenne de la commune Tamarite de Litera est de 360 mètres.
Au nord de Tamarite commencent les premiers reliefs de la cordillère pré-pyrénéenne de la Gessa (ou Chesa en aragonais). Ce plissement anticlinal de gypse est protégé comme site d'intérêt communautaire, avec l'ensemble des Gypses de Barbastro. On trouve également des roches sableuses fortement érodées. Elles se mélangent facilement avec le sous-sol de gypse, donnant naissance à un paysage original.
Le sud de la commune est occupé par une plaine, traversée par quelques rares lits de rivière et par le canal d'Aragon et de Catalogne.

### Localités
La commune de Tamarite de Litera est composée de plusieurs localités et noyaux urbains :
- la ville de Tamarite de Litera proprement dite ;
- le village d'Algayón, au sud-ouest ;
- le hameau de La Melusa, près de la route Huesca-Lérida N-240 et de l'autoroute A-22.

## Histoire

### Des origines à laReconquista
La date de fondation de Tamarite de Litera est indéterminée, mais grâce aux vestiges trouvés dans les villages voisins, on peut supposer que les premiers établissements datent de la période des Ibères. La population fut ensuite soumise à l'occupation romaine, faisant partie de la province de la Tarraconaise. Le nom de la ville serait d'ailleurs d'origine latine, sur la racine de tamarix, qui désigne un arbuste, le tamaris. À la suite de la chute de l'empire romain au Ve siècle, elle passa entre les mains des Wisigoths.
Au début du VIIIe siècle, la ville tomba entre les mains des musulmans, certainement vers 714. Lors de l'éclatement du califat de Cordoue, Tamarite fut rattachée au royaume de taïfa de Saragosse. C'est à cette époque que furent construits un premier château, surplombant la ville et connu aujourd'hui comme le castillo de los Moros, des bains arabes et un qanat à la torre Lasierra.
- Site archéologique de La Vispesa

### La période aragonaise

Blason du royaume d'Aragon.

Aux XIe et XIIe siècles, lors de la Reconquista, la ville changea plusieurs fois de mains. En 1064, le roi d'Aragon Sanche Ier prit la ville, pour la perdre deux ans plus tard. Alphonse Ier « le Batailleur » s'en empara à nouveau en 1107 et la conserva jusqu'en 1134. Perdue à nouveau, Tamarite fut reconquise de façon définitive en 1149 par Pedro de Estopiñan. C'est de cette époque que datent d'ailleurs les premières mentions de la ville, sous les noms de Tamareto (1104), Tamaret (1107), Tamarit (1116), Tamarid (1176), Tamaritum (1194), Tamarito (1265) ou encore Tamariz (1356).
Tamarite fut une cité de moyenne importance de la Couronne d'Aragon, composée de deux entités administratives tout à fait séparées, le comté de Catalogne et le royaume d'Aragon. La ville passa des Catalans aux Aragonais, et vice-versa, suivant les mouvements de la frontière administrative. Elle reçut à la fin du XIIe siècle des privilèges calqués sur le fuero de Saragosse, octroyés par le roi Alphonse II. En 1375 et 1383, Tamarite accueillit les Cortes d'Aragon. Par une charte royale, le 18 avril 1408, le roi Martin Ier l'Humain lui donna le titre de « cité ».
En 1414, les Juifs, installés dans leur propre quartier de la Judería, furent expulsés de la ville.

### La décadence de la ville entre lesXVIIeetXIXesiècles
En 1640, lors de la guerre de Sécession de la Catalogne, connue également comme la guerre des faucheurs (ou des Segadors), la majeure partie de l'armée de Philippe IV stationnait à Tamarit, Fraga et Tortosa. En 1641, le général français Philippe de La Mothe-Houdancourt est entré dans la ville. Il y est retourné, le 18 mai 1642, alors que la ville était en armes et avait tué son neveu. En guise de représailles, les troupes françaises tuèrent dans l'église 33 personnes. La ville fut incendiée et mise à sac. En 1647, la ville ne comptait plus que 43 habitants. Tamarite fut ensuite repeuplée par des habitants des régions voisines, du haut-Aragon et de Catalogne.
La Catalogne ayant soutenu, lors de la guerre de Succession d'Espagne, le prétendant autrichien Charles de Habsbourg, Philippe V lui sépara la Litera. Tamarite fut intégrée au corregimiento de Barbastro, le seul lien administratif avec la Catalogne étant le rattachement de la Litera et de la Ribagorce à l'évêché de Lérida.
Entre 1808 et 1812, la ville de Tamarite souffrit de l'occupation française et des conséquences de la guerre d'indépendance espagnole. Elle fut attaquée et investie à plusieurs reprises par les troupes napoléoniennes, qui occasionnèrent d'importantes destructions.
Simple bourg agricole, Tamarite déclina sensiblement sur le plan économique au cours du XIXe siècle. D'un point de vue administratif, la ville fut rattachée à la province de Huesca lors de la division territoriale espagnole de 1833.

### LeXXesiècle
En 1906 fut construit, sur l'impulsion de l'homme politique Joaquín Costa, inspirateur du « Régénérationnisme », le canal d'Aragon et Catalogne (d'abord appelé « canal de Tamarite »), qui donna un coup d'accélérateur à la vie économique de la pauvre comarque de Litera.
En 1936, au début de la guerre civile, la ville fut située en territoire républicain. À Tamarite, comme dans toute la comarque (en particulier à Binéfar et à Alcampell), il y eut des collectivisations et des tentatives d'administration autonome, inspirées par la révolution espagnole et organisées par le Conseil révolutionnaire d'Aragon. Bien que située non loin du front d'Aragon et victime de bombardements des nationalistes (destruction en partie de l'église Santa María la Mayor), Tamarite ne connut pas de combats. Elle fut occupée par les franquistes au printemps 1938, à la suite de l'offensive d'Aragon.
Depuis 1975 et le retour de la démocratie, Tamarite a perdu tout pouvoir administratif au profit de Binéfar, qui est seule capitale administrative de la comarque depuis 2000. Depuis le milieu du XXe siècle, Tamarite connait d'ailleurs un déclin démographique, interrompu seulement depuis 2004.

## Démographie
| 1986  | 1991  | 1998  | 2004  | 2006  | 2007  | 2008  | 2016  |
| ----- | ----- | ----- | ----- | ----- | ----- | ----- | ----- |
| 4 091 | 3 867 | 3 655 | 3 673 | 3 678 | 3 703 | 3 715 | 3 507 |

## Administration
| Mandature | Nom                   | Parti politique |
| --------- | --------------------- | --------------- |
| 1979-1983 | Florencio Nadal       | UCD             |
| 1983-1987 | Florencio Nadal       | PAR             |
| 1987-1991 | Florencio Nadal       | PAR             |
| 1991-1995 | Modesto Capdevila     | PSOE            |
| 1995-1999 | Modesto Capdevila     | PSOE            |
| 1999-2003 | Javier Pelegrí        | PAR             |
| 2003      | Javier Urgeles        | PSOE            |
| 2003-2007 | Francisco Mateo Rivas | PSOE            |
| 2007-2011 | Francisco Mateo Rivas | PSOE            |
| 2011-2015 | Francisco Mateo Rivas | PSOE            |
| 2015-2019 | Francisco Mateo Rivas | PSOE            |

## Lieux et monuments

### Église Sainte-Marie

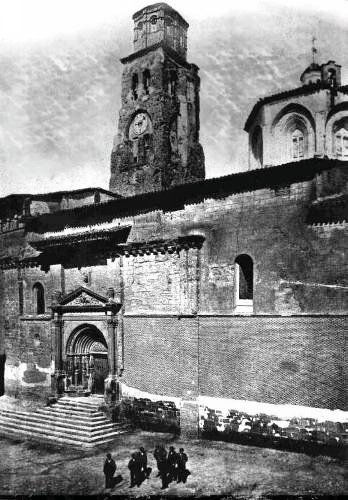
Clocher et façade sud de l'église Sainte-Marie, avant les modifications de 1923-1927.

L'église de Santa Maria la Mayor a été bâtie entre la moitié du XIIe et le début du XIIIe siècle dans le style roman, sur les bases de l'ancienne mosquée de la ville, ce qui explique peut-être son orientation décalée. Elle est dédiée à sainte Marie, patronne de la ville. L'édifice adopte un plan basilical en croix latine qui comporte trois nefs, voûtées en berceau et terminées par des absides. Le tympan du portail principal, au sud, est inspiré de l'église du monastère de Saint-Pierre-le-Vieux à Huesca.
L'édifice a été par la suite plusieurs fois modifié, avec l'ajour d'éléments Renaissance, tels que le portail sud. Mais les transformations les plus importantes affectèrent surtout le côté nord, avec l'ajout de chapelles latérales. L'église fut également élevée au rang de collégiale, et accueillit des chanoines entre 1563 et 1852.
Le retable majeur a été bâti et décoré par Miguel Ximénez et son fils Juan Ximénez, aidés de l'Aragonais Martín de Larraz, à la suite d'un contrat passé en 1500, et achevé en 1503. Il disparut durant la guerre civile, et il n'en reste plus aujourd'hui que le tableau de saint Michel, peint par Juan Ximénez, et conservé au Philadelphia Museum of Art aux États-Unis.
Le clocher fut rénové entre 1923 et 1927. Il perdit alors le petit édicule qui le surplombait. Celui-ci a été reconstruit après les rénovations intervenues entre 2007 et 2009.

### Maisons seigneuriales
La ville conserve les restes de plusieurs maisons seigneuriales, plus ou moins bien conservées, en particulier dans la calle Caballeros, la calle Palau, la calle Mayor ou l'ancienne Judería. La plupart de ces édifices civils furent élevés entre le XVIIe et le XVIIIe siècle.

### Tour des Maures et constructions arabes
La tour des Maures, ou torréon de los Moros, est tout ce qu'il reste de l'ancien château construit au nord de la ville par les Arabes afin de surveiller la Litera, zone de frontière entre les royaumes chrétiens et le royaume de taïfa de Saragosse aux XIe et XIIe siècles. Les ruines surplombent encore le village. On y trouve également les restes de bains arabes. Sur une éminence voisine se trouve également un lieu appelé le « balcon des Maures », ou « balcón de los Moros ».
On trouve également un véritable qanat, construit par les Arabes, près de la Torre Lasierra. On peut toujours observer le vaste bassin d'alimentation, qui est le plus ancien et plus vaste ensemble de ce type dans la région. Rénové de multiples fois, il était encore utilisé récemment.

## Culture
Située à la frontière entre l'Aragon et la Catalogne, fruit d'échanges culturels constants durant les siècles, la population de Tamarite de Litera comporte des caractéristiques culturelles des deux populations.

### La question linguistique
La langue parlée par les habitants de Tamarite appartient à l'aire linguistique catalane, bien qu'il y ait des influences du castillan et de l'aragonais. Quelques groupes nient son appartenance au groupe catalan et la considèrent comme un patois aragonais, l'appelant l'aragonais oriental. Elle est, de façon populaire, appelée « chapurreao » ou « chapurreat », tant par les habitants de la ville que par les étrangers.
L'Avant-projet de Loi sur les langues d'Aragon liste Tamarite de Litera dans les « zones d'utilisation prédominante de sa langue propre, de particularité linguistique propre ou d'utilisation prédominante du catalan normalisé ». Cet avant-projet, qui devrait permettre l'enseignement du catalan au même rang que l'espagnol, est farouchement combattu par plusieurs partis, en particulier le PAR et une importante partie de la population de la communauté autonome d'Aragon.

### Fêtes

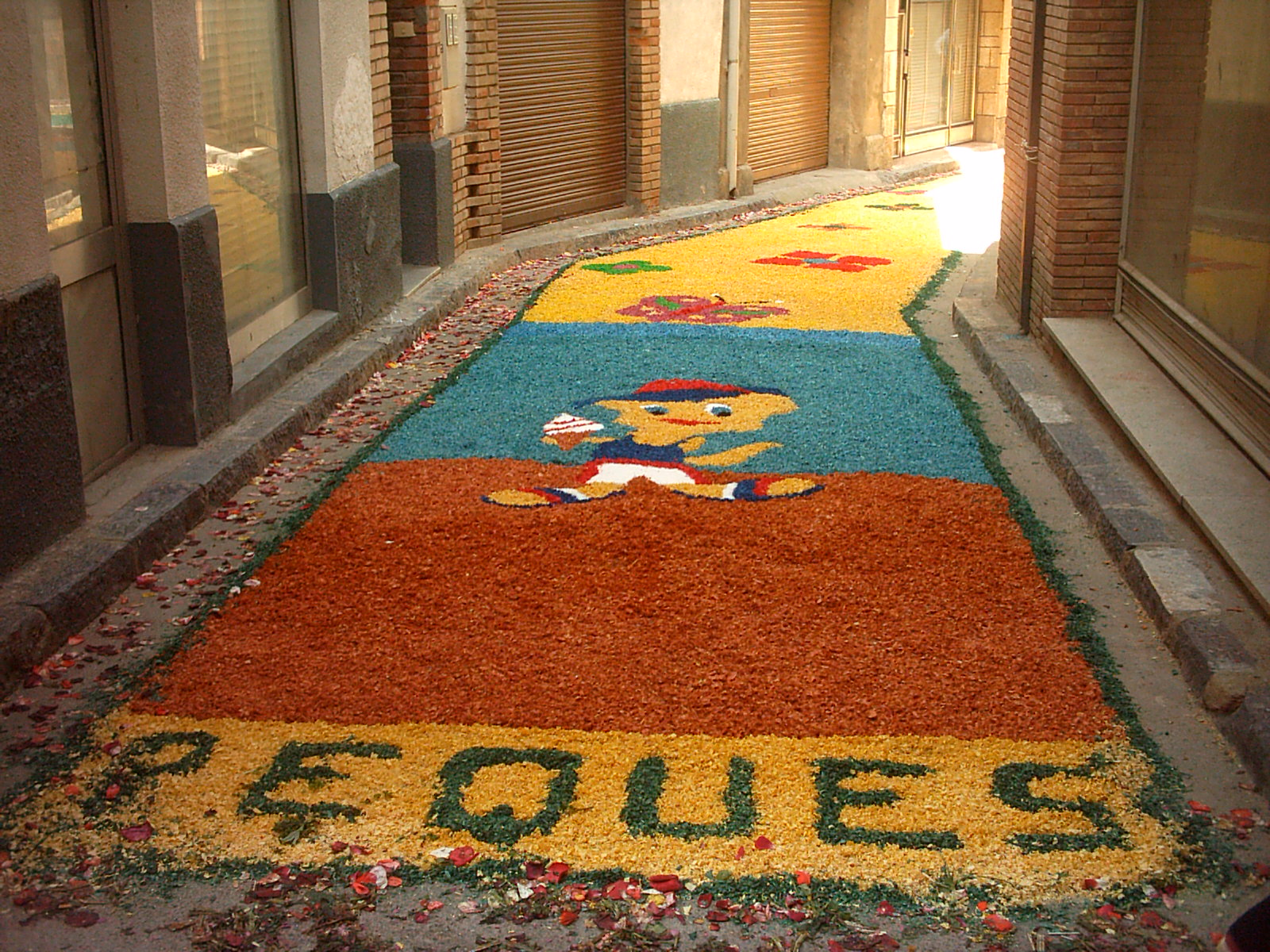
Tapis de fleurs et de sciure, le jour de la Fête-Dieu, en 2005.

C'est le lundi de Pâques qu'est célébré le « jour de la Mona », festivité locale également célébrée en Catalogne. Cette fête rassemble amis et famille pour manger au dessert la Mona de Pascua, une tarte décorée de fruits et d'un œuf en chocolat.
La nuit qui précède la Fête-Dieu, les rues du centre ancien sont recouvertes de fleurs et de sciure colorée, de manière à former des dessins. Le lendemain, la procession parcourt les rues ainsi décorées. Cette fête tient une grande importance, puisqu'elle est classée comme « Fête d'intérêt touristique » par la communauté d'Aragon.
La première semaine de septembre, sont célébrées les fêtes en l'honneur de la Vierge, patronne de la ville. Établies autrefois au 2e dimanche de novembre, en 1768, elles furent déplacées au 8 septembre, par décret municipal, en 1957.
Le jour de la Toussaint est célébrée la Castañada, ou Castanyada en catalan. Ce jour-là sont confectionnés les panellets, gâteaux à base d'amande et de pignons.
Le jour du Nouvel An, les enfants suivent la tradition catalano-aragonaise de la Tronca de Nadal.

## Personnes célèbres
- Fernando Aranda Grúas (1910-2002), pilote de moto. Il est le premier espagnol à avoir remporté une épreuve mondiale. Sa carrière s'étale entre les années 1930 et 1950.
- José Florences Gili (es) (1872-1944), prestidigitateur, surnommé « le magicien des rois et le roi des magiciens », il fut le créateur de plusieurs tours de prestidigitation, tels que la « cigarette électrique ». Il fonda la Société espagnole d'illusionisme en 1943. C'est en son honneur que se tiennent, toutes les premières quinzaines de mars, les Rencontres nationales de Magiciens « Florences Gili ».
- Ana Gracia (es) (1959-), actrice de théâtre, elle fait carrière dans les seconds rôles à la télévision ou au cinéma.
- Víctor Manuel Nogueras : médecin du roi Alphonse XIII d'Espagne.
- Certaines sources affirment que Saint Vincent de Paul y serait né. Une rue de Tamarite porte son nom. C'est à Pouy, actuellement Saint-Vincent-de-Paul, dans les Landes qu'il est « officiellement » né. Son père, quant à lui, est bien né à Tamarite.